# 田中兆子
田中 兆子（たなか ちょうこ、1964年 - ）は、日本の小説家。

## 経歴・人物
富山県生まれ。8年間のOL生活を経て、専業主婦となる。2011年、短編「べしみ」で新潮社が主催する第10回女による女のためのR-18文学賞大賞を受賞する（後に『甘いお菓子は食べません』に収録されデビュー。なお、読者賞受賞は上月文青の「偶然の息子」だった。）。
2019年7月、『徴産制』で第18回（2018年度）センス・オブ・ジェンダー賞大賞を受賞。
2023年『今日の花を摘む』にて、第3回本屋が選ぶ大人の恋愛小説大賞を受賞。
30代の頃には、戯曲を書いていた。小説の執筆を始めたのは、40歳を過ぎてからという。好きな作家として、笙野頼子、古井由吉、金井美恵子を挙げている。何を書くか、ではなく、どう書くか、にこだわりを持っている作家が好きだと語っている。影響を受けた本として、茨木のり子『詩のこころを読む』、マーガレット・アトウッドほか『描かれた女性たち 現代女性作家の短篇小説集』、古井由吉ほか『小説家の帰還 古井由吉対談集』を挙げている。

## 作品リスト

### 単著
- 甘いお菓子は食べません（新潮社、2014年3月。 / 新潮文庫、2016年9月。）ISBN　978-4-10-120621-9　[注釈 1]
  - 収録作：結婚について私たちが語ること、語らないこと / 花車 / 母にならなくてもいい / 残欠 / 熊沢亜理紗、公園でへらべったくなってみました / べしみ
- 劇団42歳♂（双葉社、2017年7月。 / 双葉文庫、2020年8月。）ISBN　978-4-575-52382-9
- 徴産制（新潮社、2018年3月。 / 新潮文庫、2021年12月。）ISBN　978-4-10-120622-6
  - 2018年度センス・オブ・ジェンダー賞大賞を受賞。
- 私のことならほっといて（新潮社、2019年6月。 / 新潮文庫、2022年11月。）ISBN　978-4-10-120623-3
  - 収録作：歓びのテレーズ / 薄紅色の母 / 匂盗人 / 六本指のトミー / 片脚 / あなたの惑星 / 私のことならほっといて
- あとを継ぐひと（光文社、2020年4月。 / 光文社文庫、2023年10月。）ISBN　978-4-334-10078-0
- 今日の花を摘む（双葉社、2023年6月。）ISBN　978-4-575-24638-4
  - （初出：『小説推理』2020年7月号。）

### アンソロジー
- 果てる：性愛小説アンソロジー（実業之日本社文庫、2014年10月。） - 収録作「髪に触れる指」 ISBN　978-4-408-55195-1
- 短篇ベストコレクション：現代の小説2020（徳間文庫、2020年6月。） - 収録作「若女将になりたい！」 ISBN 978-4-19-894566-4
- あなたとなら食べてもいい：食のある7つの風景（新潮文庫nex、2021年11月。） - 収録作「居酒屋むじな」[10] ISBN　978-4-10-180226-8

### 単行本未収録作品
小説
- 跡継ぎのいない理容店（『小説宝石』2018年11月号 掲載）
- 親子三代（『小説宝石』2019年5月号 掲載）
- 小さな穴だらけの島（『小説新潮』2019年5月号 掲載）
- サラリーマンの父と娘（『小説宝石』2019年11月号 掲載）
- イオンと鉄（『群像』2021年8月号 掲載）
- サイレン（『群像』2022年8月号 掲載）

エッセイ
- お仕事小説の「お」は、いつからついたのだろう?（『小説宝石』2020年5月号 掲載）